# Top Music
Top Music é uma web rádio brasileira sediada no Recife, capital do estado de Pernambuco. Pertenceu a Rede Nordeste de Comunicação, que também controlava a CBN Recife. Funcionou entre 2015 e 2017 no dial FM 97,1 MHz, onde atualmente opera a Mix FM Recife.

## História
Após a CBN Recife migrar definitivamente para os 105,7 MHz em 1.º de junho de 2015, a frequência 97,1 MHz passou a ter uma programação de expectativa durante a elaboração de uma novo projeto. A Rede Nordeste de Comunicação decidiu então recriar um formato que já havia sido apresentado anteriormente através da marca Globo FM em 2013, com uma programação de músicas do gênero adulto contemporâneo. Em 2 de outubro, foi fundada a Top Music FM, que passou a concorrer com a Tribuna FM e a NovaBrasil FM Recife no segmento local.
Em 29 de maio de 2017, foi anunciado que a Rádio Globo passaria a ter uma nova afiliada na capital pernambucana, operando no dial FM. A mudança acarreta na troca de afiliação com a Rádio Clube controlada pelos Diários Associados (uma vez que o grupo não manifestou interesse em continuar com a afiliação), e a estreia na frequência da Top Music FM, que passaria então a ser a nova Rádio Globo Recife. Inicialmente, a estreia ocorreria no dia 12 de junho, junto com a nova programação da rede, mas por questões técnicas foi adiada e só ocorreu em 3 de julho, a partir da meia-noite. A Top Music FM então continuou com sua programação através da internet, tornando-se uma web rádio. Anos depois, deixou de ser controlada pela Rede Nordeste de Comunicação.